# 朱莉·博利厄
朱莉·博利厄（法語：Julie Beaulieu，1983年4月28日—），加拿大女子竞技体操运动员。她曾代表加拿大参加1999年泛美运动会体操比赛，获得一枚金牌和一枚银牌。她也曾参加2000年夏季奥运会。